# După Pleșe, Alba
După Pleșe este un sat în comuna Albac din județul Alba, Transilvania, România. La recensământul din 2002 avea o populație de 146 locuitori.